# The Girl King
The Girl King (no Brasil: A Jovem Rainha ) é um drama biográfico de 2015 sobre Christina, Rainha da Suécia. Foi dirigido por Mika Kaurismäki e escrito por Michel Marc Bouchard que, depois de escrever o roteiro do filme, escreveu sua peça teatral "Christine, La Reine-Garçon" (francês para: "Christine, A Rainha-Menino"), que fez sucesso em 2012 no Théâtre du Nouveau Monde de Montreal em francês, e depois em inglês no Stratford Festival de 2014. O filme estreou no Festival Mundial de Cinema de Montreal. 

## Elenco
- Malin Buska como  Kristina
- Sarah Gadon como Condessa Ebba Sparre
- Michael Nyqvist como Chanceler Axel Oxenstierna
- Lucas Bryant como Conde Johan Oxenstierna
- Laura Birn como Condessa Erika Erksein
- Hippolyte Girardot como Embaixador  Pierre Hector Chanut
- Peter Lohmeyer como Bispo de Estocolmo
- François Arnaud como  Karl Gustav Kasimir
- Martina Gedeck como  Maria Eleonora
- Patrick Bauchau como o filósofo René Descartes

## Recepção

### Avaliação da crítica
O filme recebeu criticas positivas e negativas. No Rotten Tomatoes, o filme tem uma classificação de 47%, com base em 15 críticas e uma classificação média de 4.9/10.  Dana Piccoli, do site AfterEllen, declarou: "Sempre que vemos uma história sobre mulheres queer na história é uma coisa boa, e The Girl King é certamente uma visão interessante dessa governante enigmática. Embora eu gostaria que tivesse sido um pouco mais forte em sua exibição, ainda é um filme muito 'assistível'."

### Prêmios
O filme ganhou dois prêmios no Festival de Cinema de Montreal: prêmio de Melhor Atriz para Malin Buska, e prêmio de Longa-Metragem Canadense Mais Popular para a diretora Mika Kaurismäki. O filme também ganhou o prêmio de Melhor Filme no Festival Internacional de Cinema de Valladolid.